# Melomys capensis
Melomys capensis is een knaagdier uit het geslacht Melomys dat voorkomt in Australië. Zijn verspreidingsgebied beslaat de McIlwraith Range en de Iron Range in het noordoosten van het Kaap York-schiereiland (Noordoost-Queensland). Daar leeft hij in verschillende soorten bos. Morfologisch is hij vrijwel identiek aan M. cervinipes, maar biochemisch verschillen deze twee soorten sterk.
De rug is kastanje- of grijsbruin, de onderkant wit, met een geleidelijke overgang. De lange, dunne naakte staart is van boven lichtbruin en van onder rozegrijs. De schubben overlappen niet. De kop-romplengte bedraagt 120 tot 160 mm, de staartlengte 120 tot 170 mm, de achtervoetlengte 25 tot 27 mm, de oorlengte 16 tot 18 mm en het gewicht 45 tot 115 gram. Vrouwtjes hebben 0+2=4 mammae.
De soort is 's nachts actief en leeft deels in bomen. Hij bouwt een nest van balderen in een holle boom of een holte in een gebouw. Hij eet fruit, zaden en bladeren. Het hele jaar lang worden er nesten van twee jongen geboren. Vaak leeft het dier bij mensen in de buurt.